# Brühlpelz

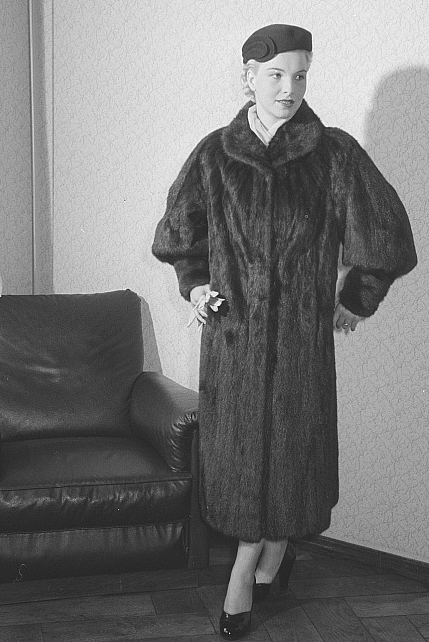
Nerzmantel aus DDR-Produktion (1954)

Der Brühlpelz VEB Leipziger Rauchwarenindustrie fasste im Jahr 1966 folgende DDR-Betriebe zusammen: VEB Stadtpelz, VEB Edelpelz, VEB Sachsenpelz, VEB Pelzkonfektion Schkeuditz und Adolf Arnhold KG Naunhof. Dieser Verbund war wiederum vereint im Kombinat Kunstleder und Pelzverarbeitung mit der VEB Sachsenpelz Naunhof, der VEB Edelpelz Schkeuditz, der VEB Pelzhandel am Brühl und der VEB Brühlpelz Leipzig sowie weiteren Betrieben der Pelzwirtschaft.

## Allgemein
Der Brühl war durch den dort betriebenen Pelzhandel einmal die bedeutendste Straße von Leipzig. Die Unternehmen des Pelzhandelszentrums Leipziger Brühl waren ihr wesentlichster Steuerzahler. Die Weltbedeutung verlor sich nach 1933 unter der Herrschaft der Nationalsozialisten, durch die Judenverfolgung und endgültig durch den Zweiten Weltkrieg und die Teilung Deutschlands. Die nach der Besetzung Leipzigs durch die Amerikaner noch in größerer Zahl vorhandenen Rauchwarengroßhandlungen wanderten zumeist nach dem Krieg aus wirtschaftlichen Erwägungen aus dem kommunistischen Teil Deutschlands in das kapitalistische Westdeutschland ab, in Frankfurt am Main entstand neu das Pelzhandelszentrum Niddastraße, noch jahrzehntelang in der Pelzbranche als „Brühl“ bezeichnet.
Um Leipzig herum hatten sich als Zuarbeiter Pelzzurichtereien und Pelzfärbereien angesiedelt, die im Krieg weitgehend unzerstört geblieben waren. Diese führten ihre Betriebe, bald meist verstaatlicht, weiter. Kaum einem Unternehmer gelang es, seine teils großen Maschinen und Gerätschaften in die Bundesrepublik zu überführen. Daneben gab es im Ostteil Deutschlands eine große Anzahl von Kürschnern und Produzenten von Pelzhalbfabrikaten (Felltafeln). Die in Leipzig verbliebenen Händler sammelten sich in den Nebenstraßen des durch den Krieg zerstörten Brühl, so dass im Raum Leipzig dort weiterhin die bedeutendste Ansammlung von Unternehmen der Pelzbranche der DDR bestand. Die verbliebenen Firmen konnten nach der Besetzung die am Lager vorhandenen, vielfach größeren Bestände noch absetzen. Meist gingen sie an Kürschner der Besatzungszone, aber auch begrenzt an ausländische Firmen. Auch Angehörige der Roten Armee haben bei zahlreichen Firmen gekauft, insbesondere fertig sortierte Mantelbunde.
Entsprechend dem neuen System bestanden in der Wirtschaft als Betriebe nebeneinander unter anderem Kombinate, Volkseigene Betriebe (VEB), halbstaatliche Unternehmungen, Produktionsgenossenschaften (PGH) sowie begrenzt private Unternehmen. Entsprechend wurden die Betriebe der Leipziger Pelzwirtschaft umgestellt. Die Umstellungen erstreckten sich über mehrere Jahre, bis man die vermeintlich rationellste Form für die einzelnen Unternehmungen gefunden hatte. Als erste wurden einige Großbetriebe der Rauchwarenveredlungs-Industrie volkseigen, des Weiteren „Stadtpelz“, ein Großbetrieb der Pelzbekleidungsindustrie. Jedoch wurden diese Betriebe bald in einem Kombinat vereint: „Brühlpelz“, „VEB Leipziger Rauchwarenindustrie“, Betrieb des VEB „Kombinats Kunstleder- und Pelzverarbeitung“ mit der Geschäftsleitung Leipzig, Brühl 42-50.
Am 20. Februar 1958 wurde als neues Unternehmen die Firma „Deutsche Rauchwaren-Export und -Import GmbH“ gegründet. Gegenstand des Unternehmens waren die Einfuhr und Ausfuhr von Rauchwaren sowie die Veranstaltung von Rauchwarenauktionen. Generaldirektor in den ersten beiden Jahren war Herr Herscher. Unter seiner Leitung wurde ein Jahr nach Gründung, zur Frühjahrsmesse 1959, als Test der erste Tenderverkauf roher Fuchs- und Nerzfelle aus DDR-Aufkommen für eine Auktion durchgeführt. Später wurde das Geschäftsgebiet erweitert und die Firma umbenannt in „Interpelz“, Export-Import GmbH, Häute – Rauchwaren – Lederwaren – Schuhe, Geschäftsräume Nikolaistraße 15-23. 1960 fand die erste Leipziger Rauchwarenauktion nach dem Zweiten Weltkrieg statt, seit April 1961 mit Angeboten der UdSSR und der Mongolischen Volksrepublik. Von 1968 bis 1980 waren die Auktionen im Brühlzentrum, anschließend nicht mehr im dortigen Oelßners Hof, sondern auf dem agra-Gelände der Landwirtschaftsausstellung agra in Markkleeberg. Damit verschwand auch der letzte Hinweis auf das ehemalige Pelzzentrum. Ab 1963 hatte die Leitung des Unternehmens Helmut Kindler übernommen, von 1977 bis 1982 Generaldirektor Fritz Gohlisch die Leitung des Außenhandelsbetriebes, seit dem 1. September 1982 Generaldirektor Karl-Heinz Dankert. Neben den Außenmärkten vertrat er die DDR-Kombinate Schuhe, Kunstleder- und Pelzverarbeitung, Lederwaren sowie Aufbereitung tierische Rohstoffe und Pelztierproduktion. Daneben gab es spezielle Aufgabengebiete, wie die Abwicklung und Gestaltung der Salamander-Gestattungsproduktion. In acht DDR-Schuhfabriken durften pro Jahr bis zu fünf Millionen Paar Salamander-Schuhe für den Bedarf in der DDR hergestellt werden. Außerdem sicherte die DDR den Kauf von 500.000 Paar Salamander-Schuhen pro Jahr aus westlicher Fertigung zu.
Nach der Umstellung der Wirtschaft auf das sozialistische System war ein Rauchwarenhandel im früheren Sinn nicht mehr möglich. Auf freier Basis konnten weder Waren-Importe noch Exporte getätigt werden. Auch inländische Felle durften vom privaten Großhandel nicht mehr angekauft werden, die aber, gemessen an dem Vorkriegsvolumen, ohnehin nur sehr gering anfielen. Die mit meist verringertem Personal verbliebenen Leipziger Firmen arbeiteten unter anderem für den Brühlpelz, von wo sie Ware in Lohnarbeit bekamen. Eigene Verkäufe, zum Beispiel an Kürschner, konnten nicht mehr ausgeführt werden. Das später gegründete Unternehmen „Absatzkontor für Rauchwaren“ diente vor allem der Versorgung des Inlands mit Rauchwaren durch hierfür ermächtigte Firmen. Insbesondere waren dies Kürschnerfachgeschäfte, die jedoch nicht unmittelbar beliefert wurden, sondern über ihre Genossenschaft. Die erste Genossenschaft der Kürschner war, noch auf privater Grundlage, am 16. September 1946 in Leipzig gegründet worden. Soweit die selbständigen Kürschner sich ihr Material, vor allem Felle, nicht freihändig beschaffen konnten, erhielten sie es von der Genossenschaft zugeteilt. Den Genossenschaften wurden die Felle durch übergeordnete Stellen zugeleitet, im Rahmen der vorhandenen Menge (Volkswirtschaftsplan). Auf das Ausmaß der Planung hatten die Genossenschaften keinen Einfluss. Je nach Umfang der erfolgten Zuteilung in Bezug auf Fellart und Fellmenge erfolgten die Lieferungen (Quoten) an die Mitglieder der Genossenschaft.
Zu „Diskussionen innerdeutscher Art“ gab die erstmalige Zulassung der Interpelz als Aussteller auf der Frankfurter Pelzmesse Anlass. Nach der Einschaltung örtlicher Instanzen wurde dann erstmals im Jahr 1970 die DDR-Flagge neben denen der übrigen Staaten und Länder gehisst, die auf der Messe vertreten waren.
1995, fünf Jahre nach der Wiedervereinigung, gab es laut einer Leipziger Zeitungsmeldung keinen Fellhändler oder Kürschner mehr am Leipziger Brühl. Die volkseigenen und genossenschaftlichen Betriebe sowie die Einkaufs- und Liefergenossenschaft (ELG) waren zuvor bereits abgewickelt beziehungsweise aufgelöst worden.

## »Brühlpelz«VEB Leipziger Rauchwarenindustrie

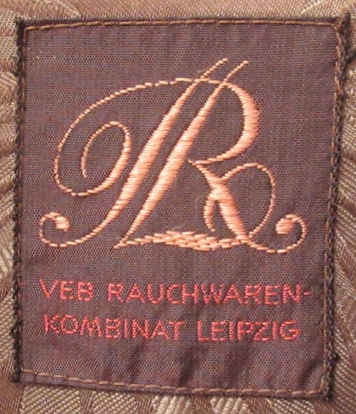
VEB Rauchwarenkombinat Leipzig (Webetikett)

Das VEB Rauchwarenkombinat Leipzig, gebildet am 1. Januar 1961, ab 1966 »Brühlpelz« VEB Leipziger Rauchwarenindustrie, wurde anfangs jahrelang von Joachim Kistner geleitet. Die Struktur des Zusammenschlusses ging auf eine im Jahr 1982 getroffene Entscheidung zurück, mit der die Eigenverantwortlichkeit der Betriebe gestärkt werden sollte. Das Kombinat war zuständig für Zurichtung und Veredlung, Halbkonfektion und Pelzkonfektion. Vor 1989 beschäftigte es 1450 Mitarbeiter und verarbeitete jährlich 5,5 Millionen Felle. Das meiste davon wurde letztlich zur Devisenbeschaffung exportiert, der Hauptteil in die Bundesrepublik. Nach der Wiedervereinigung, im Oktober 1990, beklagten die Leipziger Kürschner in einem offenen Brief an den Oberbürgermeister, vor allem wegen der zunehmenden Konkurrenz westdeutscher Konfektionäre mit asiatischer Billigware: „[…] daß gerade ihre mittelständische Entwicklung für den Fiskus längerfristig gesehen die lukrativere sei: durch Einnahmen aus Körperschafts- und Gewerbesteuer, Lohn- und Einkommensteuer sowie Umsatzsteuern. Kaufkraft käme in die Stadt, der bereits um sich greifenden Arbeitslosigkeit – bei Brühlpelz z. B. – würde Einhalt geboten“.

### VEB Sachsenpelz Naunhof

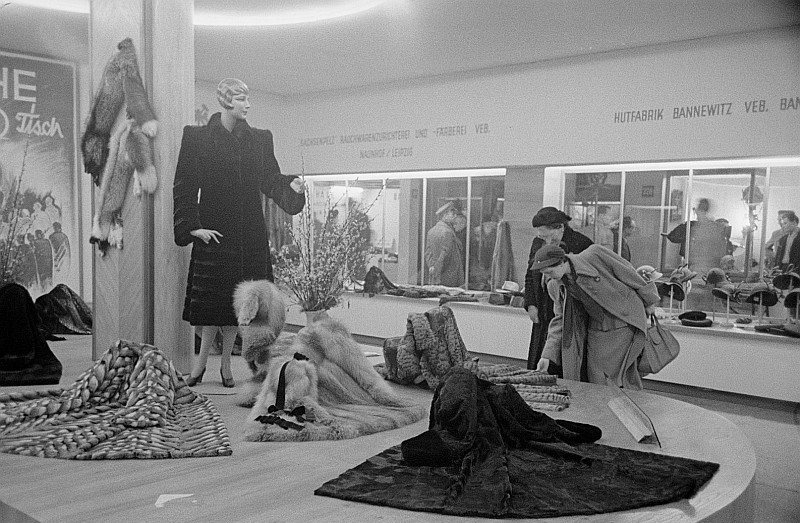
Messestand der VEB Rauchwaren-Zurichterei und Färberei Naunhof (1951)

Der sogenannte volkseigene Betrieb VEB Sachsenpelz Naunhof entstand 1946 aus der Lohse Rauchwarenfärberei und -zurichterei GmbH, gegründet 1932 in Markranstädt, die 1933 ihren Sitz nach Naunhof verlegt hatte. Trotz Materialknappheit waren Anfang der 1990er Jahre hier wieder 326 Mitarbeiter beschäftigt. Das bekannteste Naunhofer Erzeugnis waren Schaffellplatten für Autoschonbezüge. Außer Lammfell und Persianer wurden vor allem die einheimischen Felle und Häute von Ziegen, Zickel, Wildschwein, Reh und Hirsch verarbeitet.

### VEB Edelpelz Leipzig-Schkeuditz

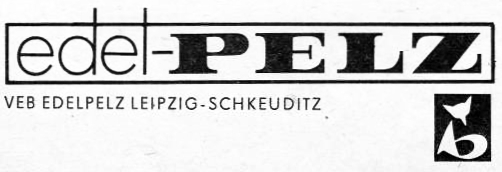
Schriftzug edel-PELZ
VEB Edelpelz Leipzig-Schkeuditz

Der VEB Edelpelz Schkeuditz in der Angerstraße geht auf das, in Westdeutschland weitergeführte, Unternehmen Theodor Thorer zurück, dessen Stammsitz bereits 1946 in einen staatseigenen Betrieb umgewandelt worden war. 1952 wurden der VEB Edelpelz Leipzig-Schkeuditz die ehemaligen Firmen Müller und Gründling in Schkeuditz sowie das Wahrener Werk der Firma Thorer angegliedert. 1989 beschäftigte das Unternehmen etwa 500 Mitarbeiter. Es wurde eigenständig die Rohware eingekauft, zugerichtet, gefärbt, Halbfertigware und auch Konfektionsteile hergestellt. Die Kapazität betrug nach einer Umstrukturierung in jenem Jahr 2,8 Millionen Felle.
Als charakteristisch für diesen Betrieb wurde angegeben:
1. Zurichtung und Färbung von Edelfellen erfolgen auf dem Gebiet der DDR ausschließlich im VEB Edelpelz.
2. Der Betrieb setzt die weltweit bekannte Tradition des Leipziger Raumes in der Kaninveredlung fort.
3. Gute Leipziger Tradition drückt sich auch in der Vielseitigkeit aus; Felle aus Zucht und freier Wildbahn stehen etwa im Verhältnis 50 : 50 (ohne Kaninfelle).
1988 wurden unter anderem etwa 100.000 Katzenfelle zugerichtet, die meisten wurden als sogenannte „Rheumakatzen“ zu Katzenbandagen verarbeitet. Allerdings erzielten erstklassige Kürschnersortimente der Hauskatzenfelle in Sorten wie Müller-Katze eine kurze Zeit lang höhere Preise als Nerzfelle durchschnittlicher Qualität.

### VEB Pelzhandel am Brühl
Der VEB Pelzhandel am Brühl mit der Abteilung VEB Pelzzubehör versorgte um 1989 die insgesamt 400 einschlägigen Betriebe der DDR mit veredelten Fellen und mit Pelzzubehör, darunter im Leipziger Raum 106 private Kürschnermeister und zwei leistungsstarke Produktionsgenossenschaften.

### VEB Stadtpelz

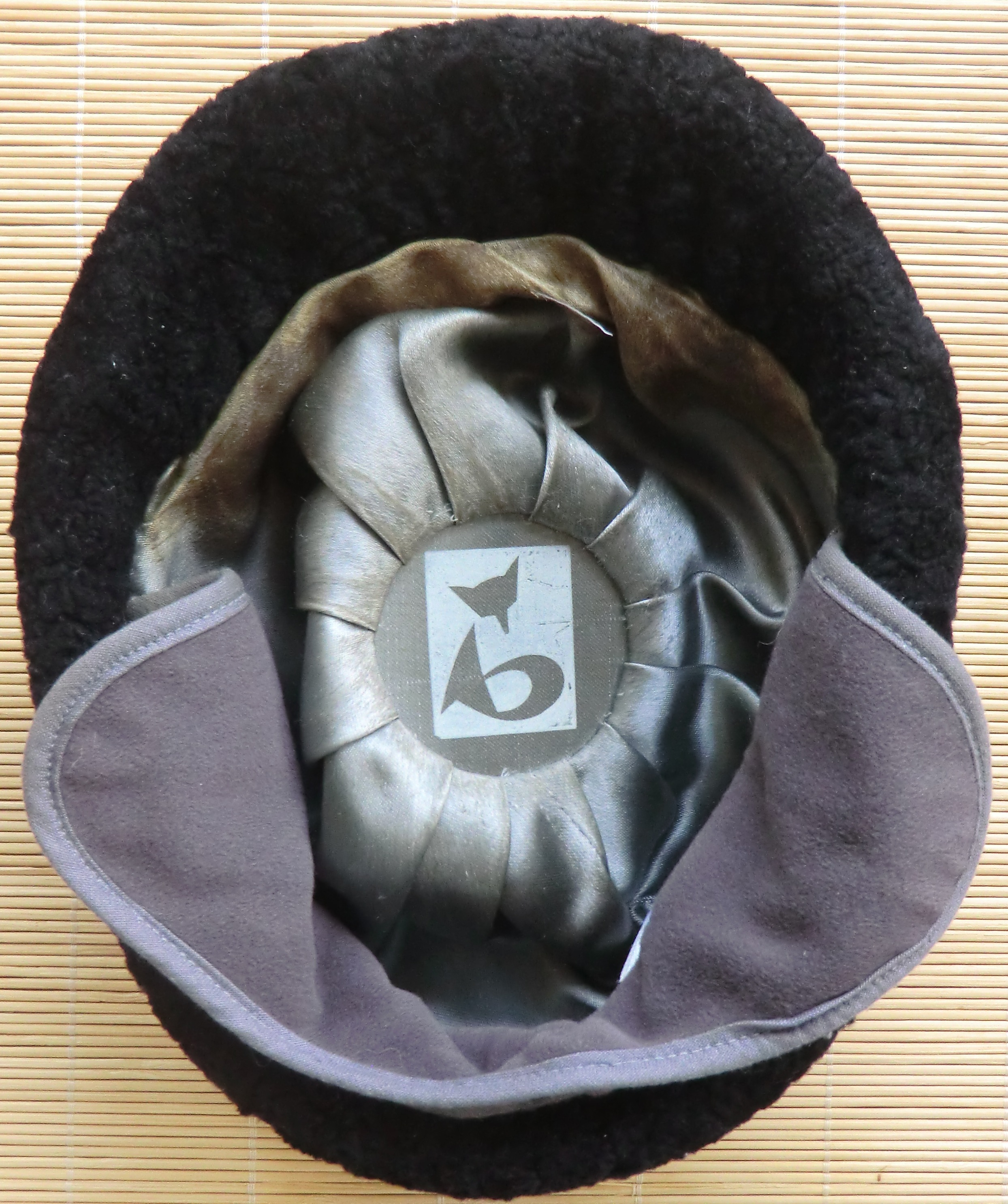
Lammfellmütze, gearbeitet in Schkeuditz im Werk II des VEB Stadtpelz

Zu den Vorgängern der VEB Brühlpelz gehört der 1951 in der Leipziger Ritterstraße gegründete VEB Stadtpelz, mit 16 Mitarbeitern, geleitet von Heinz Kühn. Seit 1956 in der Brandenburger Straße, hatte er um die 500 Beschäftigte. Er war der führende Pelzkonfektionsbetrieb der DDR.
In der Sparte Großkonfektion brachte er 1989 jährlich etwa 280 verschiedene Modelle heraus, bei Kopfbekleidung etwa 40. Das Sortiment umfasste Bisam, Nerz, Nutria, Murmel, alle Arten von Füchsen, Kanin, Persianer, Marder usw. Man beschickte nicht nur die Leipziger Messe, sondern auch die Pelzmesse in Frankfurt am Main. Bedeutende Kunden waren Kaufhauskonzerne, Bekleidungshäuser und große Handelsfirmen der Bundesrepublik und anderer westeuropäischer Länder. Im Ostberliner Nikolaiviertel unterhielt man zur Devisenbeschaffung, offiziell zur „Deckung des gehobenen Bedarfs“, den Salon Brühlpelz.

## Das Gebäude Brühlpelz am Sachsenplatz

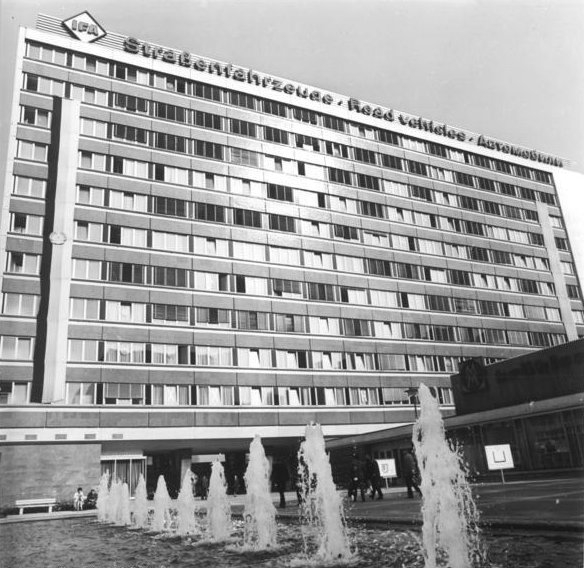
Brühlpelz am Sachsenplatz
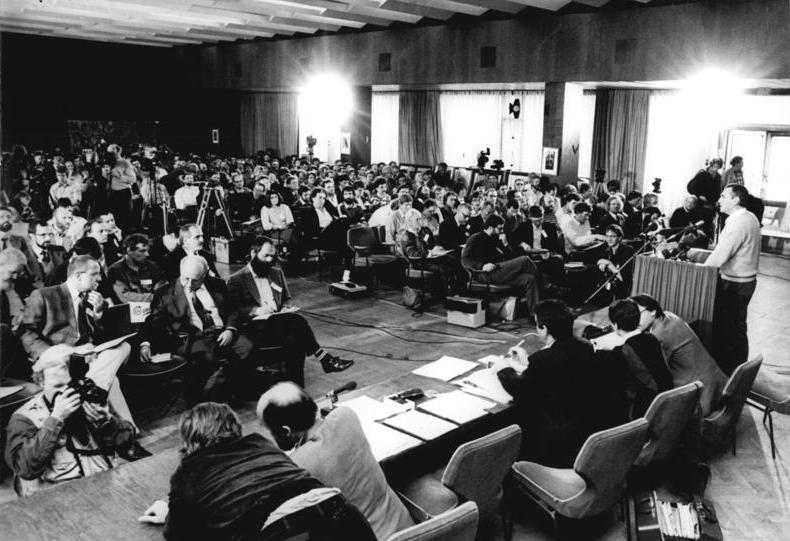
Der Kongress-Saal im Brühlpelz (1989)

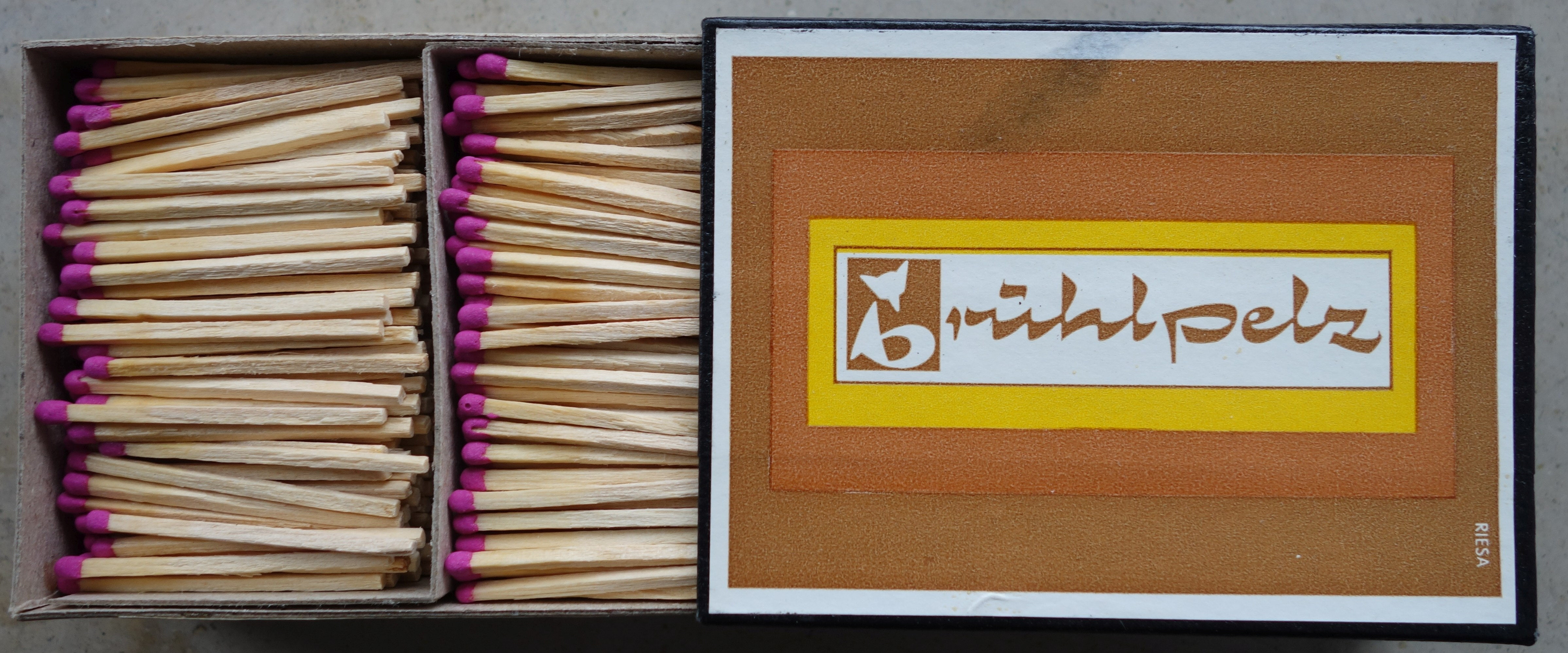
Streichhölzer „Brühlpelz“. Für gute Kunden gab es neben anderem Porzellanteller mit dem Emblem der Interpelz

In den Jahren 1966/1967 entstand am neu benannten Sachsenplatz (der Name wurde 2002 wieder aufgehoben), Brühl 34–50, der Neubau des Brühlzentrums und daneben das zehngeschossige, 40 Meter hohe Hochhaus Brühlpelz für die Außenhandelsfirma Interpelz mit Büro- und Verwaltungsräumen, das 1966 eingeweiht wurde. Der Interpelz oblag in Bezug auf Rauchwaren und Pelze der gesamte Außenhandelsverkehr der DDR. Sämtliche einschlägigen Import- und Exportgeschäfte waren über diese Organisation abzuwickeln. Dazu gehörten auch die Aufträge für Lohnarbeit, die von ausländischen Unternehmen nach der DDR vergeben wurden, sowohl für die Rauchwarenveredlung wie für Pelzbekleidung. Die Interpelz Leipziger Handelsgesellschaft wurde 1994 auf Beschluss der Gesellschafterin, der Treuhandgesellschaft in Berlin, aufgelöst.
Das Gebäude des Brühlzentrums grenzt an den Südflügel von Gloecks Haus, das im Jahr 1910 für den Rauchwarenhändler und Chinchillaspezialisten Richard Gloeck fertiggestellt wurde. Ab 1967 stellte die Rauchwarenindustrie der DDR in einem hinter dem Brühlhaus liegenden Messehaus, dem Kongressgebäude Brühlzentrum, ihre Erzeugnisse aus. Bis 1990 war das Haus Sitz des VEB Brühlpelz Leipzig.
Im Herbst 2010 hat die Leipziger Stadtbau AG das immer noch umgangssprachlich „Brühlpelz“ genannte Gebäude erworben. Von Ende 2015 bis zum 15. April 2016 stellte der neue Eigentümer das Gebäude als Flüchtlingsunterkunft zur Verfügung.
Im Jahr 2016 wurde begonnen, das Gebäude von einem Bürohaus zu einem Hotel- und Geschäftshaus umzubauen. Zusätzlich sollen im Erdgeschoss Einzelhandelsflächen entstehen; die neunte und zehnte Etage sind weiterhin für Büroeinheiten vorgesehen. Im Oktober 2017 sollte das Adina Apartment-Hotel mit 166 Studios und Apartments, Restaurant und Bar, Konferenzräumen und Schwimmbad eröffnet werden (inzwischen eröffnet). Die Neugestaltung der Fassade basiert auf dem Gewinner-Entwurf des vom Eigentümer ausgelobten Architekturwettbewerbs aus dem Jahre 2015. Das Preisgericht hielt insbesondere die Erdgeschosszonen für sehr gelungen, mit den ockerfarbenen Keramikfliesen würde eine gewisse „Weichzeichnung“ des großen Gebäudes erreicht. Die alte Fassade wird bei den Umbauarbeiten komplett entfernt.
Während der Umbauarbeiten fanden die Arbeiter die Kupferhülse mit den bei der offiziellen Grundsteinlegung am 10. April 1965 eingemauerten Dokumenten. Sie beinhaltete ein erklärendes Schreiben, die „Abendzeitung“, die „Leipziger Volkszeitung“, „Neues Deutschland“ und die Pelzfachzeitschrift „Brühl“ sowie Alu-Münzen. Zusätzlich mit aktuellen Bauplänen und Zeitungen versehen wird die Hülse auch in das umgebaute Haus wieder in das Mauerwerk eingefügt.

### Zwei Wandbehänge im Vorführraum, Gestaltung Maria Köhler
Die VEB Brühlpelz beauftragte im Jahr 1984 die Textilgestalterin Maria Köhler (* 1934 in Leipzig; † 4. Februar 2015 ebenda), einen dekorativen Schmuck für den Vorführraum des Hauses Brühlpelz zu schaffen. Es entstanden zwei repräsentative quadratische Wandbehänge mit einer Bildfläche von je 120 × 120 Zentimeter zuzüglich einem Zierrand.
Maria Köhler war mit der Leder- und Pelzbranche aufgrund ihres beruflichen Werdegangs sehr vertraut. Von 1952 bis 1955 absolvierte sie Lehre und Fachstudium als Gerberin und Gerbereitechnikerin in Freiberg. Von 1955 bis 1956 arbeitete sie in diesem Beruf im väterlichen Betrieb in Grimma. Im September begann sie nebenbei mit ihrer künstlerischen Arbeit, zunächst in einem Atelier der stillgelegten Gerberei der
VEB Lederherstellung Grimma. Nach den anfangs autodidaktischen Arbeiten bekam sie im November 1977 einen Arbeitsplatz im Kollegium bildender Künstler „Schaddelmühle“ in Schaddel (Großbothen), 1980 war sie
Kandidat des Verbands Bildender Künstler der DDR und im Oktober 1982 bezog sie ein eigenes Atelier am Markt in Grimma. Im September 1983 wurde sie Mitglied des Verbandes in der Sektion Kunsthandwerk/Formgestaltung und seit 1984 war sie Leiterin der Textilausbildung an der Bezirksmusikschule Leipzig, Abteilung angewandte Kunst.
Einer der beiden Teppiche bildete das Thema Der Kürschner ab, der andere die Pelztierjagd und Pelztierzucht. Als Teppichuntergrund diente ein grobes Leinengewebe, die Bildgestaltung erfolgte durch das Einsticken von weißem Baumwollgarn und zum Setzen von Akzenten etwas farbigem Seidengarn.
Die Wandbehänge beschrieb die Künstlerin wie folgt:

„Beim Bildteppich Der Kürschner steht dieser beim Prüfen und Zusammenstellen der Felle im Mittelpunkt, repräsentativ für seine schöpferische Arbeit. Die zwei runden Medaillons darüber sind Darstellungen des Kürschners an Glasfenstern der Kathedrale in Chartres: Der Kürschnermeister auf einem Thronsessel und der Fehfutterverkauf - sinnbildlich für lange Tradition und Wertschätzung des Kürschnerhandwerks. Für das Thema der oberen Leiste an diesem Bild wählte ich Darstellungen von Arbeitsgängen, so übernahm ich aus dem Ständebuch von Jost Amman (1575) den Kürschner und das Schlagen der Felle im Dreiertakt und ergänzte das mit der Arbeit an der Kürschnerbank und dem Legen der Pelznaht. - damit gleichzeitig Altes und Neues verbindend. Die Seitenflächen zeigen links die alte Fellwende und eine moderne Entfettungsanlage, rechts die Werkzeuge und ein Schnittbild - also die Arbeitsmittel. Unten ist das Erzeugnis zu sehen. Pelze aus dem Alten Ägypten (Großer des Fellwerks aus dem Grab in Saggara), der Gallier des 1. Jahrhunderts mit der Trophäe als Helm, der Bauernpelz, die reiche Litauerin mit Zobelumhang und -mütze, die Dame der Biedermeierzeit mit Muff und Stola, das Nerzkleid, das auf der Pariser Weltausstellung von 1900 so viel Aufsehen erregte, und die Pelzjacke der Gegenwart. Die Mitte dieser Reihe zeigt den Pelz als Repräsentationsmittel von Reichtum und Macht, einen römischen Sessel, die Zarenkrone mit Zobel und eine Pelzdecke mit Hermelin.“
„Beim Bildteppich Pelztierjagd und Pelztierzucht steht der Mensch nackt, umgeben von pelztragenden Tieren, symbolisch für die Situation des Ursprungs. Er steht zwischen Leopard und Lamm, dazu noch Katze, Biber, Hamster, Zobel, Eichhörnchen und Hermelin - er wird sie jagen oder zähmen. Am linken Rand sind Seehunde in ihrer Freiheit zu sehen, durch die Jagd vom Aussterben bedroht, rechts die Pelztiere der Zucht im Käfig: Nerz, Nutria, Kanin. Oben breitet sich die Landschaft des Nordens, der Pelztierjagd, aus: Eskimos im Kajak, ein Hundegespann zum Transport der Felle entlang der Küste, Bärenjäger und Fallensteller. Unten dehnt sich die ebenso weiträumige Landschaft der Steppe, der Pelztierzucht mit der Karakulherde aus.“

Die Entwürfe fanden die Zustimmung der Auftraggeber. Das Sticken erforderte drei Monate intensiver Arbeit; im Oktober 1984 wurden die Wandbehänge im Raum angebracht. Maria Köhler war jedoch mit der Wirkung nicht voll zufrieden, im Frühjahr 1985 versah sie die Stickereien zusätzlich mit zwei zu den Darstellungen passenden Umrandungen, einem mäanderartigen Band für den Kürschner und einer Wellenlinie für die Pelztiere.